# Nekrolog 1574
Nekrolog
◄◄
| ◄
| 1570
| 1571
| 1572
| 1573
| 1574 | 1575 | 1576 | 1577 | 1578 | ► | ►►
Weitere Ereignisse | Allgemeiner Nekrolog 1574
Die Beschreibung der verstorbenen Person sollte so kurz wie möglich gehalten sein und nur deren signifikante Tätigkeit(en) enthalten.
Neue Namen ggf. auch unter dem Geburts- und Sterbedatum, also etwa unter 1. Januar und im Geburts- und Sterbejahr (2024) eintragen (nur bei entsprechender großer Wichtigkeit). Für Beispiele siehe die schon vorhandenen Artikel.
Außerdem über die fünf zuletzt Verstorbenen, zu denen es einen ausreichend guten Artikel für eine Präsentation auf der Hauptseite gibt, nach der todesbedingten Überarbeitung der Artikel ggf. auch unter Wikipedia Diskussion:Hauptseite informieren und sie am besten auch in den anderen Wikipedia-Sprachversionen eintragen. Tipp: Regelmäßig bei news.google.de nach „ist tot“, „gestorben“ oder „verstorben“ suchen.
Wenn eine Person gestorben ist, gibt es viele Seiten zu dieser Person in der Wikipedia, die davon auch betroffen sind und entsprechend aktualisiert werden müssen. Beispiele: Namenübersichtsseite, Geburtsjahr, Geburtsort-Seiten und viele mehr.
Wie finde ich die betroffenen Seiten?
Im Suchfeld auf der linken Seite gibt man den Suchbegriff so ein: „Vorname Nachname“. Dann klickt man auf Volltext und alle Seiten mit entsprechendem Suchtext werden aufgerufen. Hier sieht man dann schnell, wo auch das Todesjahr Sinn macht oder sogar ein Teil des Artikels angepasst werden muss. Auch hilft das „Werkzeug“ auf der linken Seite sehr gut, um solche Seiten aufzufinden: „Links auf diese Seite“. Somit ist die Wikipedia wieder aktuell in allen Bereichen! Hinweis: bei Eintragung der Kategorie „Gestorben JAHR“ wird der Missbrauchsfilter 49 ausgelöst, was jedoch nicht schlimm ist. Siehe: Spezial:Missbrauchsfilter/49
Dies ist eine Liste von im Jahr 1574 verstorbenen bekannten Persönlichkeiten. Die Einträge erfolgen innerhalb der einzelnen Daten alphabetisch sortiert. Tiere sind im Nekrolog für Tiere zu finden.

## Januar
| Tag        | Name                          | Beruf, bekannt als                                             | Alter | Beleg |
| ---------- | ----------------------------- | -------------------------------------------------------------- | ----- | ----- |
| 6. Januar  | Jean Garnier                  | französischer evangelischer Theologe, Romanist und Grammatiker |       |       |
| 6. Januar  | Jan Grodecký von Brod         | Bischof von Olmütz                                             |       |       |
| 16. Januar | Joachim Westphal              | lutherischer Theologe und Reformator                           |       |       |
| 19. Januar | Johannes Oldekop              | deutscher katholischer Theologe und Geistlicher                |       |       |
| 22. Januar | Johannes Garcaeus der Jüngere | deutscher lutherischer Theologe und Astrologe                  | 43    |       |
| 26. Januar | Martin Helwig                 | deutscher Kartograf und Pädagoge                               | 57    |       |
| 30. Januar | Damião de Góis                | portugiesischer Diplomat und Historiker                        | 71    |       |
| 30. Januar | George Hay, 7. Earl of Erroll | schottischer Adliger und Politiker                             |       |       |

## Februar
| Tag         | Name                | Beruf, bekannt als                   | Alter | Beleg |
| ----------- | ------------------- | ------------------------------------ | ----- | ----- |
| 18. Februar | Johann Isenmann     | lutherischer Theologe und Reformator |       |       |
| Februar     | Domenico Ferrabosco | italienischer Komponist              |       |       |

## März
| Tag      | Name                  | Beruf, bekannt als                                                          | Alter | Beleg |
| -------- | --------------------- | --------------------------------------------------------------------------- | ----- | ----- |
| 4. März  | Anna II. zu Stolberg  | 28. Äbtissin des Reichsstiftes von Quedlinburg                              | 70    |       |
| 5. März  | Helena von Österreich | Erzherzogin von Österreich, Mitbegründerin des Damenstifts in Hall in Tirol | 31    |       |
| 7. März  | Johannes Kessler      | reformierter Theologe, Reformator und Chronist                              |       |       |
| 18. März | Lattanzio Gambara     | italienischer Maler                                                         |       |       |
| 22. März | Benedictus Aretius    | Theologe, Botaniker, Pädagoge, Geograph und Reformator                      |       |       |
| 27. März | Takeda Nobutora       | Daimyō der Provinz Kai                                                      | 80    |       |

## April
| Tag       | Name                             | Beruf, bekannt als                                                                    | Alter | Beleg |
| --------- | -------------------------------- | ------------------------------------------------------------------------------------- | ----- | ----- |
| 3. April  | Peter Christian von Friemersheim | deutscher evangelischer Geistlicher und Reformator                                    |       |       |
| 5. April  | Johann IV. von Hoya              | Fürstbischof von Osnabrück (1553–1574), Münster (1566–1574) und Paderborn (1568–1574) | 44    |       |
| 5. April  | Catalina Thomás                  | katholische Heilige                                                                   | 42    |       |
| 6. April  | Georg Aff der Alte               | Bürgermeister von Heilbronn                                                           |       |       |
| 14. April | Christoph von der Pfalz          | jüngster Sohn des Kurfürsten Friedrich III. von der Pfalz                             | 22    |       |
| 14. April | Heinrich von Nassau-Dillenburg   | Grafensohn von Nassau-Dillenburg                                                      | 23    |       |
| 14. April | Ludwig von Nassau-Dillenburg     | Graf von Nassau-Katzenelnbogen und niederländischer Feldherr                          | 36    |       |
| 17. April | Joachim Camerarius der Ältere    | deutscher Humanist, Universalgelehrter und Dichter                                    | 74    |       |
| 18. April | Bernhard von Raesfeld            | Bischof von Münster                                                                   | 65    |       |
| 21. April | Cosimo I. de’ Medici             | Herzog der Toskana                                                                    | 54    |       |
| 22. April | Matthes Gebel                    | deutscher Medailleur und Bildhauer                                                    |       |       |

## Mai
| Tag     | Name                                    | Beruf, bekannt als                             | Alter | Beleg |
| ------- | --------------------------------------- | ---------------------------------------------- | ----- | ----- |
| 3. Mai  | Giovanni Ricci                          | italienischer Kardinal der katholischen Kirche | 75    |       |
| 3. Mai  | Peter Servauter                         | Pionier der Seidenbandherstellung in Basel     |       |       |
| 12. Mai | Hieronymus Gerhard                      | württembergischer Staatsmann                   | 55    |       |
| 16. Mai | Katharina von Braunschweig-Wolfenbüttel | Markgräfin von Brandenburg-Küstrin             |       |       |
| 18. Mai | Albert Hardenberg                       | reformierter Theologe und Reformator           |       |       |
| 30. Mai | Karl IX.                                | König von Frankreich (1560–1574)               | 23    |       |

## Juni
| Tag      | Name                  | Beruf, bekannt als                                                              | Alter | Beleg |
| -------- | --------------------- | ------------------------------------------------------------------------------- | ----- | ----- |
| 4. Juni  | Kaspar von Logau      | Bischof von Wiener Neustadt; Bischof von Breslau                                | 49    |       |
| 9. Juni  | Eberhard von der Tann | Regent der Herrschaft Tann in der Rhön und führte dort 1534 die Reformation ein | 78    |       |
| 12. Juni | Renée de France       | Herzogin von Ferrara                                                            | 63    |       |
| 14. Juni | Johannes Kentmann     | deutscher Mediziner und Naturforscher                                           | 56    |       |
| 16. Juni | Caspar Pfreund        | Apotheker und Bürgermeister von Wittenberg                                      |       |       |
| 17. Juni | Louis Des Masures     | französischer und neulateinischer Schriftsteller und Übersetzer                 |       |       |
| 26. Juni | Gabriel de Lorges     | französischer Adliger und Hauptmann der Schottischen Garde                      |       |       |
| 27. Juni | Giorgio Vasari        | Hofmaler der Medici und Biograph florentinischer Künstler                       | 62    |       |

## Juli
| Tag     | Name         | Beruf, bekannt als                                             | Alter | Beleg |
| ------- | ------------ | -------------------------------------------------------------- | ----- | ----- |
| 7. Juli | Johann Neefe | Leibarzt der Kurfürsten Moritz und August von Sachsen          | 74    |       |
| Juli    | Bogdan IV.   | Wojwode des Fürstentums Moldau                                 |       |       |
| Juli    | Antonio Doni | italienischer Schriftsteller, Herausgeber und Musiktheoretiker |       |       |

## August
| Tag        | Name                             | Beruf, bekannt als                                                    | Alter | Beleg |
| ---------- | -------------------------------- | --------------------------------------------------------------------- | ----- | ----- |
| 20. August | Sebastian Ochsenkhun             | deutscher Lautenist und Komponist                                     | 53    |       |
| 21. August | Stephan Feyerabend               | Jurist und Dichter                                                    | 51    |       |
| 27. August | Bartolomeo Eustachi              | italienischer Arzt und Mitbegründer der Wissenschaft von der Anatomie |       |       |
| 27. August | Hermann Georg von Limburg-Styrum | Adliger                                                               |       |       |

## September
| Tag           | Name                                              | Beruf, bekannt als                                          | Alter | Beleg |
| ------------- | ------------------------------------------------- | ----------------------------------------------------------- | ----- | ----- |
| 1. September  | Amar Das                                          | Guru der Sikhs                                              | 95    |       |
| 1. September  | Ludwig zu Stolberg                                | deutscher Regent                                            | 69    |       |
| 15. September | Marguerite de Valois-Angoulême, duchesse de Berry | Herzogin von Berry, Frau von Emanuel Philibert von Savoyen  | 51    |       |
| 17. September | Pedro Menéndez de Avilés                          | spanischer Admiral                                          |       |       |
| 22. September | Johanna Adriaansdr. van der Does                  | niederländische Äbtissin                                    |       |       |
| 26. September | Elisabeth von Anhalt                              | Äbtissin von Gernrode und Frose, Gräfin von Barby-Mühlingen | 28    |       |
| 28. September | Guidobaldo II. della Rovere                       | Herzog von Urbino (1538–1574)                               | 60    |       |

## Oktober
| Tag         | Name                         | Beruf, bekannt als                                           | Alter | Beleg |
| ----------- | ---------------------------- | ------------------------------------------------------------ | ----- | ----- |
| 1. Oktober  | Maarten van Heemskerck       | niederländischer Maler                                       |       |       |
| 4. Oktober  | Sebastian Theodoricus        | deutscher Mathematiker und Mediziner                         |       |       |
| 4. Oktober  | Johann Winter von Andernach  | deutscher Arzt, Anatom, Humanist, Sprachlehrer und Verfasser |       |       |
| 5. Oktober  | Felix Lindtmayer der Jüngere | Schweizer Glasmaler                                          |       |       |
| 21. Oktober | Hans Hofmann                 | Bürgermeister von Heilbronn                                  |       |       |
| 26. Oktober | Johannes Rethius             | deutscher Theologe                                           |       |       |
| 31. Oktober | Ulrich Sitzinger             | deutscher Jurist, Politiker und Reformator                   | 49    |       |

## November
| Tag          | Name                | Beruf, bekannt als                                                           | Alter | Beleg |
| ------------ | ------------------- | ---------------------------------------------------------------------------- | ----- | ----- |
| 3. November  | Georg von Venediger | evangelischer Theologe und Reformator                                        |       |       |
| 12. November | Francesco Stancaro  | italienischer Theologe und Reformator                                        |       |       |
| 15. November | Tobias Egli         | Schweizer reformierter Pfarrer und Antistes der evangelisch-rätischen Synode |       |       |
| 23. November | Johann IV.          | Graf von Saarbrücken                                                         | 63    |       |
| 27. November | Friedrich Knebel    | Lübecker Kaufmann, Ratsherr und Admiral                                      |       |       |
| 28. November | Georg Major         | lutherischer Theologe                                                        | 72    |       |
| 29. November | Philipp Gail        | Bürgermeister von Köln                                                       | 49    |       |
| 30. November | Philipp IV.         | Graf von Waldeck-Wildungen (1513–1574)                                       |       |       |
| November     | Robert White        | englischer Komponist und Chormeister                                         |       |       |

## Dezember
| Tag          | Name                      | Beruf, bekannt als                                                                                     | Alter | Beleg |
| ------------ | ------------------------- | --- | ----- | ----- |
| 2. Dezember  | Henri-Robert de La Marck  | Herzog von Bouillon, Fürst von Sedan und Gouverneur der Normandie                                      | 35    |       |
| 4. Dezember  | Georg Joachim Rheticus    | deutscher Mathematiker, Astronom und Mediziner                                                         | 60    |       |
| 10. Dezember | Ascanio Condivi           | italienischer Maler und Autor                                                                          |       |       |
| 13. Dezember | Selim II.                 | Sultan des Osmanischen Reiches                                                                         | 50    |       |
| 26. Dezember | Charles de Lorraine-Guise | französischer Kardinal und Diplomat unter den Königen Heinrich II. und besonders dessen Sohn Franz II. | 50    |       |
| 31. Dezember | Lütke Namens              | deutscher Franziskaner und Theologe                                                                    |       |       |

## Datum unbekannt
| Tag | Name                           | Beruf, bekannt als                                                                                          | Alter | Beleg |
| --- | ------------------------------ | --- | ----- | ----- |
|     | Abdallah al-Ghalib             | zweiter Sultan der Saadier in Marokko                                                                       |       |       |
|     | Natale Angielini               | Architekt, Ingenieur und Kartograph der Renaissance                                                         |       |       |
|     | Giovanni Maria Barbieri        | italienischer Romanist und Mediävist                                                                        |       |       |
|     | Franz Bürckner                 | Bürgermeister von Heilbronn                                                                                 |       |       |
|     | Dirck Crabeth                  | niederländischer Glasmaler                                                                                  |       |       |
|     | Ebussuud Efendi                | hanafitischer Fuqaha (Rechtsgelehrter), Gelehrter des Tafsir, Mufti, Kazasker und Kadi im Osmanischen Reich |       |       |
|     | Martín de Goiti                | spanischer Konquistador und der Stadtgründer Manilas                                                        |       |       |
|     | Caspar Helth                   | evangelischer Theologe, Schriftsteller, Verleger und Reformator                                             |       |       |
|     | Lambertus Hortensius           | niederländischer Humanist und römisch-katholischer Geistlicher                                              |       |       |
|     | Joseph Lorich                  | deutscher Hochschullehrer und Jurist                                                                        |       |       |
|     | Cord Mente                     | deutscher Glocken- und Geschützgießer                                                                       |       |       |
|     | Antonio Sebastiano Minturno    | italienischer Literat und Humanist                                                                          |       |       |
|     | Cornelio Musso                 | Minoritenmönch, Bischof von Bitonto                                                                         |       |       |
|     | Marie Catherine Pierrevive     | französische Humanistin                                                                                     |       |       |
|     | Johannes Pontisella der Ältere | Schweizer reformierter Geistlicher und Pädagoge                                                             |       |       |
|     | Hugh Price                     | Jurist und Gründer des Jesus Colleges in Oxford                                                             |       |       |
|     | Bartholomäus Reisacher         | österreichischer Mathematiker, Astronom, Mediziner                                                          |       |       |